# Бурлінський сільський округ
Бурлі́нський сільський округ (каз. Бөрлі ауылдық округі, рос. Бурлинский сельский округ) — адміністративна одиниця у складі Бурлінського району Західноказахстанської області Казахстану. Адміністративний центр — село Бурлін.
Населення — 3726 осіб (2021; 3280 у 2009, 2895 у 1999, 4075 у 1989).
Станом на 1989 рік існувала Бурлінська селищна рада (смт Бурлін, села Анкаті, Массайтобе). 2006 року ліквідовано селище Анката.

## Склад
До складу округу входять такі населені пункти:
| Населений пункт          | Старі назви            | Населення, осіб (1989) | Населення, осіб (1999) | Населення, осіб (2009) | Населення, осіб (2021) |
| ------------------------ | ---------------------- | ---------------------- | ---------------------- | ---------------------- | ---------------------- |
| Анката, станційне селище | Анкаті                 | 14                     | 0                      | -                      | -                      |
| Бурлін, село             | -                      | 3890                   | 2804                   | 3244                   | 3703                   |
| Масайтобе, село          | Массайтобе, Масайтобек | 171                    | 91                     | 36                     | 23                     |